# World Series 1963
Le World Series 1963 sono state la 60ª edizione della serie di finale della Major League Baseball al meglio delle sette partite tra i campioni della National League (NL) 1963, i Los Angeles Dodgers, e quelli della American League (AL), i New York Yankees. A vincere il loro terzo titolo furono i Dodgers per quattro gare a zero.
Con Sandy Koufax, Don Drysdale e Johnny Podres come lanciatori partenti e Ron Perranoski come rilievo, i Dodgers concessero solamente 4 punti in quattro partite. Il dominio del loro reparto fu così completo che New York non andò mai in vantaggio in alcuna partita. Questa fu la prima volta che gli Yankees persero 4-0 una World Series in quattro gare (nelle World Series 1922 avevano ottenuto un pareggio).

## Sommario
Los Angeles ha vinto la serie, 4-0.
| Gara | Data      | Punteggio                                     | Stadio         | Tempo | Pubblico |
| ---- | --------- | --------------------------------------------- | -------------- | ----- | -------- |
| 1    | 2 ottobre | Los Angeles Dodgers – 5, New York Yankees – 2 | Yankee Stadium | 2:09  | 69.000   |
| 2    | 3 ottobre | Los Angeles Dodgers – 4, New York Yankees – 1 | Yankee Stadium | 2:13  | 66.455   |
| 3    | 5 ottobre | New York Yankees – 0, Los Angeles Dodgers – 1 | Dodger Stadium | 2:05  | 55.912   |
| 4    | 6 ottobre | New York Yankees – 1, Los Angeles Dodgers – 2 | Dodger Stadium | 1:50  | 55.912   |

## Hall of Famer coinvolti
- Dodgers: Walter Alston (man.), Leo Durocher (all.), Don Drysdale, Sandy Koufax
- Yankees: Yogi Berra, Whitey Ford, Mickey Mantle